# Ferris Bueller
Ferris Bueller, vlastním jménem Sören Bühler, (* 29. září 1971, Freiburg im Breisgau, Bádensko-Württembersko, Německo) je německý DJ, producent a bývalý člen a spoluzakladatel skupiny Scooter.
V roce 1993 společně s H. P. Baxxterem a Ricken J. Jordanem založil skupinu Scooter. První singl, který se Scooter vydal byl Vallée De Larmes a první album ...And The Beat Goes On!. V roce 1998 opouští Scooter a vydáva se na sólovou dráhu. Poslední album na kterém se Scooter spolupracoval bylo Age Of Love a singl No Fate. Vydal 3 vlastní singly, ale neměly zvláště velký úspěch.
V květnu 2001 otevřel v Hannoveru vlastní studio a založil produkční skupinu Nuturn (společně s Kaiem Panschowem). V roce 2002 nahrál společně s dalším bývalým členem skupiny Scooter Axelem Coonem singl Don't Break My Heart v rámci projektu Fragrance. V roce 2001 se Ferris zabýval, jako producent vlastního studia Nuturn, zpracováním anglické verze hitu skupiny Scooter Nessaja, který získal zlato v Německu a dostal se do první desítky v hitparádách ve víc než 20 státech světa. Také na tom spolupracoval s Axelem Coonem.
Momentálně Ferris spolu s vlastní společností pomáhá začínajícím německým hudebníkům.

## Singly
- 1998 Girl
- 1999 Heaven
- 2003 Living (Without Your Love)